# Marta Zabaleta
Marta Raquel Zabaleta (Alcorta, provincia de Santa Fe, Argentina, 26 de junio de 1937- Londres, 3 de junio de 2023) fue una economista, científica social, escritora, poeta, ensayista, académica y promotora cultural argentina. Se exilió desde Chile y Argentina y ha vivido en el Reino Unido, desde 1976 hasta su muerte.

## Biografía
En 1960, se graduó como Contadora Pública Nacional y Perita Partidora en la Universidad Nacional del Litoral. Sus especialidades académicas se centran en el desarrollo económico y social de Latinoamérica (MScSantiago, ESCOLATINA, Universidad de Chile, 1963-64). Recibió el D.Phil. en Estudios del Desarrollo en el Institute of Development Studies, IDS, Universidad de Sussex, 1989. Fue perseguida por el régimen de facto de Augusto Pinochet (1973) en Chile. Repatriada por un decreto de Raúl Lastiri, Presidente de Argentina, en 1973 sería expulsada por el gobierno de facto del Gral. Jorge Rafael Videla (1976) exiliándose en el Reino Unido. Es también madre de Yanina Andrea y Tomás Alejo Hinrichsen Zabaleta.
Ahora, ya “mayor”, mantiene el orgullo de no haberse quebrado a pesar de ser ferozmente perseguida en su lucha por un mundo más igualitario. Su trabajo como organizadora y promotora cultural, iniciado en el exilio, es variado, extenso, y difícil de resumir. Reflexionando sobre su pasado la llevó, entre otras cosas, a escribir poesía otra vez después de un silencio de treinta años impuesto por el trauma del exilio.
Como escritora y poeta, sus escritos, en español y a veces traducidos al inglés y otros idiomas, han aparecido en numerosas revistas y diarios de varios países y en sitios web internacionales, así como también lo ha sido su trabajo científico. Muchos de sus poemas han sido seleccionados para exposiciones de arte y poesía y antologías internacionales. Ha sido el foco de numerosos vídeos y documentales en varios países y entrevistada periódicamente por razones múltiples en español e inglés, desde 1976 en adelante. Su cumpleaños ha sido celebrado varios años por The Guardian, desde 1996 en adelante.
Zabaleta ha coordinado y participado en numerosas y variadas actividades académicas y artísticas a nivel nacional e internacional. También fundó, en 1996, y todavía coordina, la red internacional de artistas y traductoras, 'Mujeres y Palabras en el Mundo' ( Women and Words in the World), así como, desde 2001, el Grupo de Trabajo del Consejo Europeo de Investigaciones Sociales de América Latina [CEISAL)]. 
Desde 1992, Zabaleta ha sido listada como mujer, cientista, artista y/o autora, en aproximadamente 50 libros biográficos, de [cita requerida]los cuales los más recientes cuales son: "El Internacional Quién es Quién de Mujeres" y "El Internacional Quién es Quién de Autores y Escritores" (Nueva York & Londres: Routledge, 2017). 
También ha sido escogida por UNRC en 2003 como ejemplo de una mujer refugiada política que triunfó en Europa.
Y en 2005 fue selccionada entre una de las diez personas becadas por el Council for Assisting Refugee Academics (CARA) desde 1935, para participar de la Historia Oral de Londres por “su valiosa contribución a la cultura de la ciudad”. Su historia personal y sus opiniones sobre temas relevantes fueron grabadas para ese efecto, y permanecerán a disposición del público en el Museo de Londres a perpetuidad.
Luego de la muerte de Simone de Beauvoir, Zabaleta fue invitada a tomar parte en un documental realizado por la BBC sobre la vida y obra de Beauvoir y del libro que se publicó con posterioridad ("Daugthers of de Beauvoir", Women's Press, London, 1989, Chapter 7).
En mayo de 2010, en la Universidad de Concordia  en Montreal, Canadá, bajo los auspicios del XLVI Congreso de la Asociación Canadiense de Hispanistas, se lanzó la antología e-libro de Nela Río ¨El espacio no es un vacío, incluye todos los tiempos¨. [Space is not an empty space, it includes all time] Fredericton, Canada: Broken Jaw Press,2010. Este libro es un reconocimiento de la vida logros de Marta Zabaleta, especialmente de su proyecto ¨Mujeres y Palabras en el Mundo".
Una exhibición de poesía y de arte (papel y virtual) realizada por el Registro Creativo de la Asociación Canadiense de Hispanistas, llevada a cabo en la Universidad de Calgary, Nevada, Canadá, junio de 2016, estuvo dedicada a Marta Zabaleta.
Murió el 3 de junio de 2023 en Londres a la edad de 85 años

## Libros académicos
- 2000. Funciones y Estereotipos femeninos en Teoría y Práctica en Argentina Antes de y Después de la Primera Dama Señora Eva Perón. Lewiston, N.Y.; Queenston, Ontario; Lampeter, Gales: El Edwin Mellen Prensa, 2000. 405 p. ISBN 0-88946-488-X.
- 2002. El cuerpo importa (Los asuntos de cuerpo), Revista del CESLA No 3, Universidad de Warsovia.
- 1993. Mujeres en Argentina: Mitos, Realidades y Sueños. CHANGE, Informa N.º 19, Londres.